# Sebastian Trost
Sebastian Trost (* 2. Januar 1998 in Speyer) ist ein deutscher Handballspieler beim TV Großwallstadt.

## Karriere
Sebastian Trost spielte mit der 2. Mannschaft der Rhein-Neckar Löwen in der 3. Liga. Als die Löwen aufgrund eines Terminkonflikts die 2. Mannschaft beim Hinspiel des Achtelfinals gegen Kielce in der EHF Champions-League 2017/18 antreten ließ, konnte er zwei Tore erzielen. In der Saison 2020/21 stand er zudem auch dreimal im Kader des Erstligateams. 2022 wechselte er zu den Eulen Ludwigshafen in die 2. Bundesliga. Zur Saison 2025/26 wechselte er zum Ligakonkurrenten TV Großwallstadt.

## Privates
Trost hat Wirtschafts-Ingenieurwesen studiert.